# Ustren, Kărdjali
Ustren (în bulgară Устрен) este un sat în comuna Djebel, regiunea Kărdjali,  Bulgaria. 

## Demografie
Componența etnică a satului Ustren
     Turci (93,91%)
     Nicio identificare (6,08%)
     Altele (0%)
La recensământul din 2011, populația satului Ustren era de 230 locuitori. Din punct de vedere etnic, majoritatea locuitorilor (93,91%) erau turci. Pentru 6,08% din locuitori nu este cunoscută apartenența etnică.